# Negrón

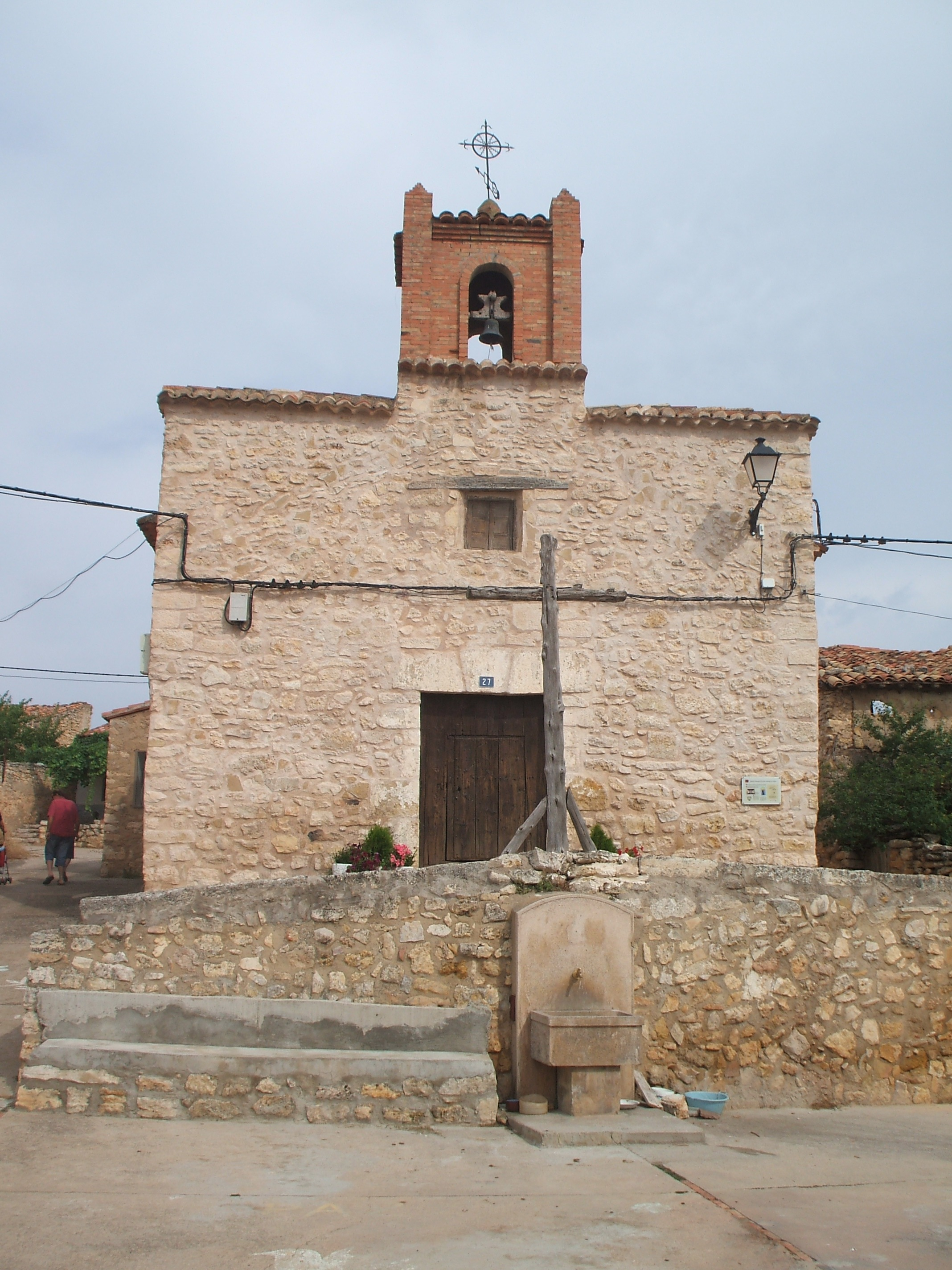
Església de Sant Antoni de Pàdua

Negrón és un llogaret de Vallanca, municipi del País Valencià que es troba a la comarca del Racó d'Ademús. En 1792, el botànic Antoni Josep Cavanilles i Palop en mencionava 30 veïns, però la gran majoria de la seva població va emigrar a Barcelona o València durant el segle xx, quedant actualment menys d'una desena d'habitants.

## Llocs d'interès

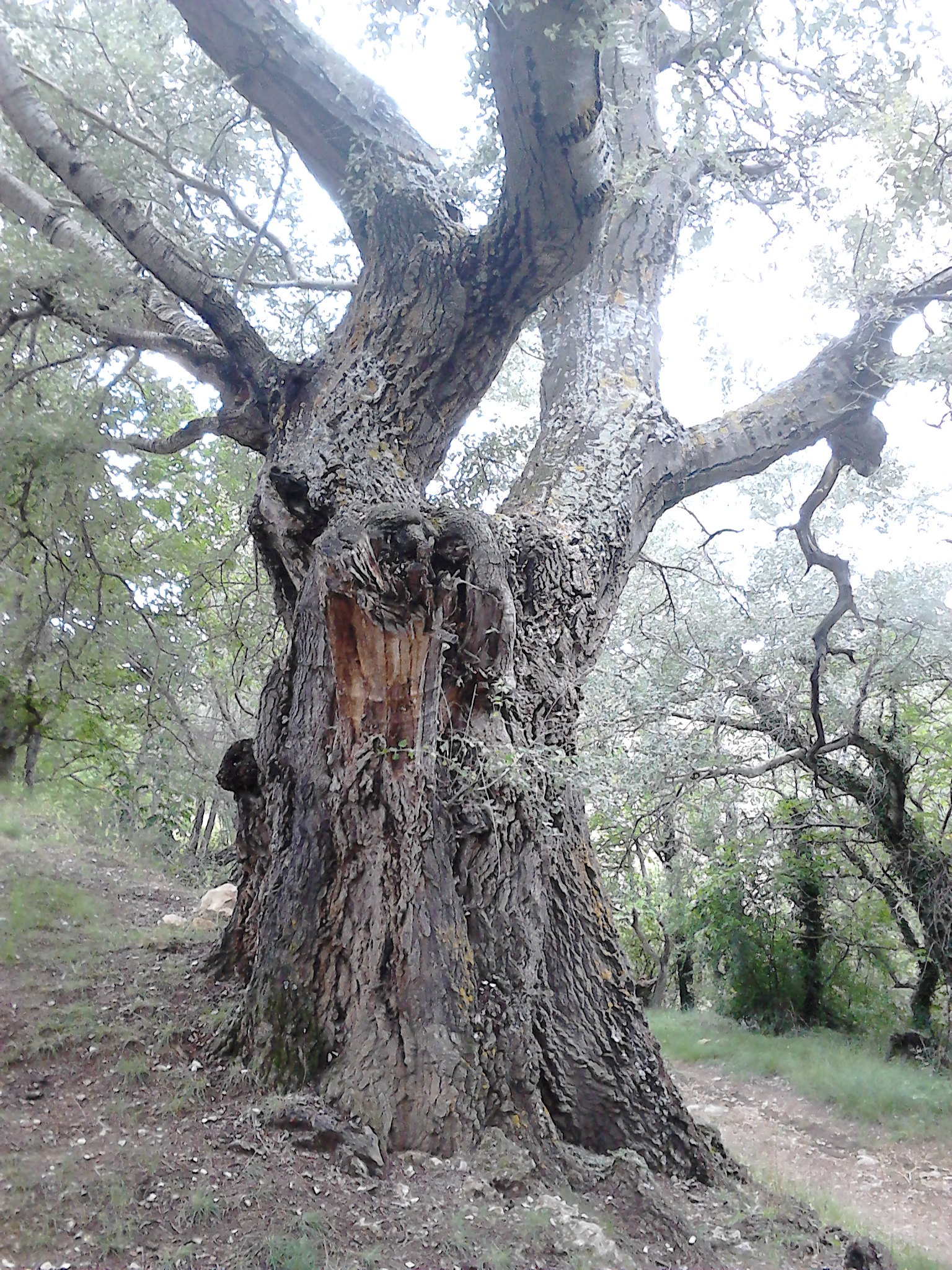
Chopo de Negron

- Església de Sant Antoni de Pàdua. Situada al llogaret de Negrón, és una petita i senzilla construcció de nau única amb arcs diafragmàtics de pedra incomplets, del 1700. El seu exterior és també d'una simplicitat franciscana: portalada de llinda i petit campanar construït el 1952, substituint l'antic. Des del 1868 l'ermita de Negrón va esdevenir església parroquial, amb un rector depenent de l'església mare de Vallanca.[3] Fou espoliada durant la Guerra Civil espanyola.[4]
- Cementiri municipal, amb la inscripció més antiga datada en 1922.
- Font de Negron, amb un ampli frontis triangular i un abeurador.
- Font del Canalón, o Font del Chopo, font que es troba als peus del Pinar, enfront del llogaret.
- Chopo de Negrón, àlber de 250 anys, es troba a la Font del Canalón, un dels quatre supervivents del reportatge de 1914 de Rafael Janini i Janini Algunos árboles y arbustos viejos de la provincia de Valencia.[5]
- Carrasca de Negrón, alzina morta de 400 anys, es troba a la Hoya Tomás, partida de Somonegrón, arbre catalogat com a monumental de la Comunitat Valenciana amb referència 1631.40° 2′ 4.6″ N, 1° 21′ 40.18″ E / 40.034611°N,1.3611611°E.[6]